# Ralph Craig
Pour les articles homonymes, voir Craig.
Ralph Craig (né le 21 juin 1889 et mort le 21 juillet 1972) est un ancien athlète américain. Il remporte deux médailles d'or aux Jeux olympiques de Stockholm sur 100 mètres et 200 mètres en battant notamment par deux fois son compatriote Don Lippincott, alors recordman du monde du 100 mètres.
Il est élu au Temple de la renommée de l'athlétisme des États-Unis en 2010.

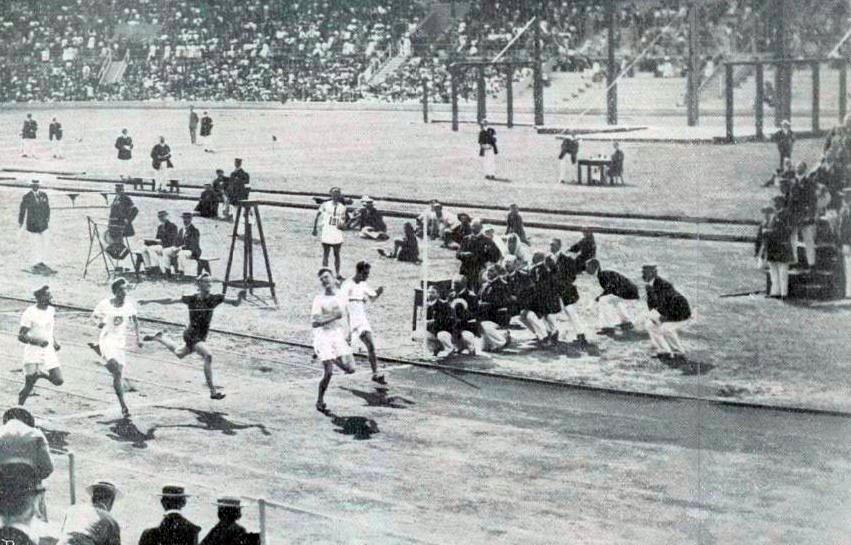
Finale du 100 mètres aux Jeux olympiques de 1912.

## Palmarès
| Date | Compétition     | Lieu      | Résultat | Épreuve | Temps |
| ---- | --------------- | --------- | -------- | ------- | ----- |
| 1912 | Jeux olympiques | Stockholm | 1er      | 100 m   | 10,8  |
| 1912 | Jeux olympiques | Stockholm | 1er      | 200 m   | 21,7  |